# Édifice Marie-Claire-Kirkland-Casgrain
L'édifice Marie-Claire-Kirkland-Casgrain est un bâtiment situé au 775, rue Gosford dans le Vieux-Montréal. Conçu par Jean-Omer Marchand et Samuel Stevens Haskel, l'édifice fut construit en 1912-1913 et inauguré en janvier 1914. Il abrite la Cour municipale de Montréal. Il est anciennement connu sous le nom d'ancienne annexe de l'Hôtel-de-Ville jusqu'à ce qu'en 2017, il soit renommé en l'honneur de Marie-Claire Kirkland-Casgrain,, juge et première femme députée et première femme ministre au Québec

## Référence
1. ↑  Daphné Cameron, « L'immeuble de la cour municipale renommé Claire Kirkland-Casgrain », La Presse,‎ 20 avril 2016 (lire en ligne, consulté le 20 avril 2016).
2. ↑  « Édifice Marie-Claire-Kirkland-Casgrain » (consulté le 16 juin 2023)